# 鲁米讷宫

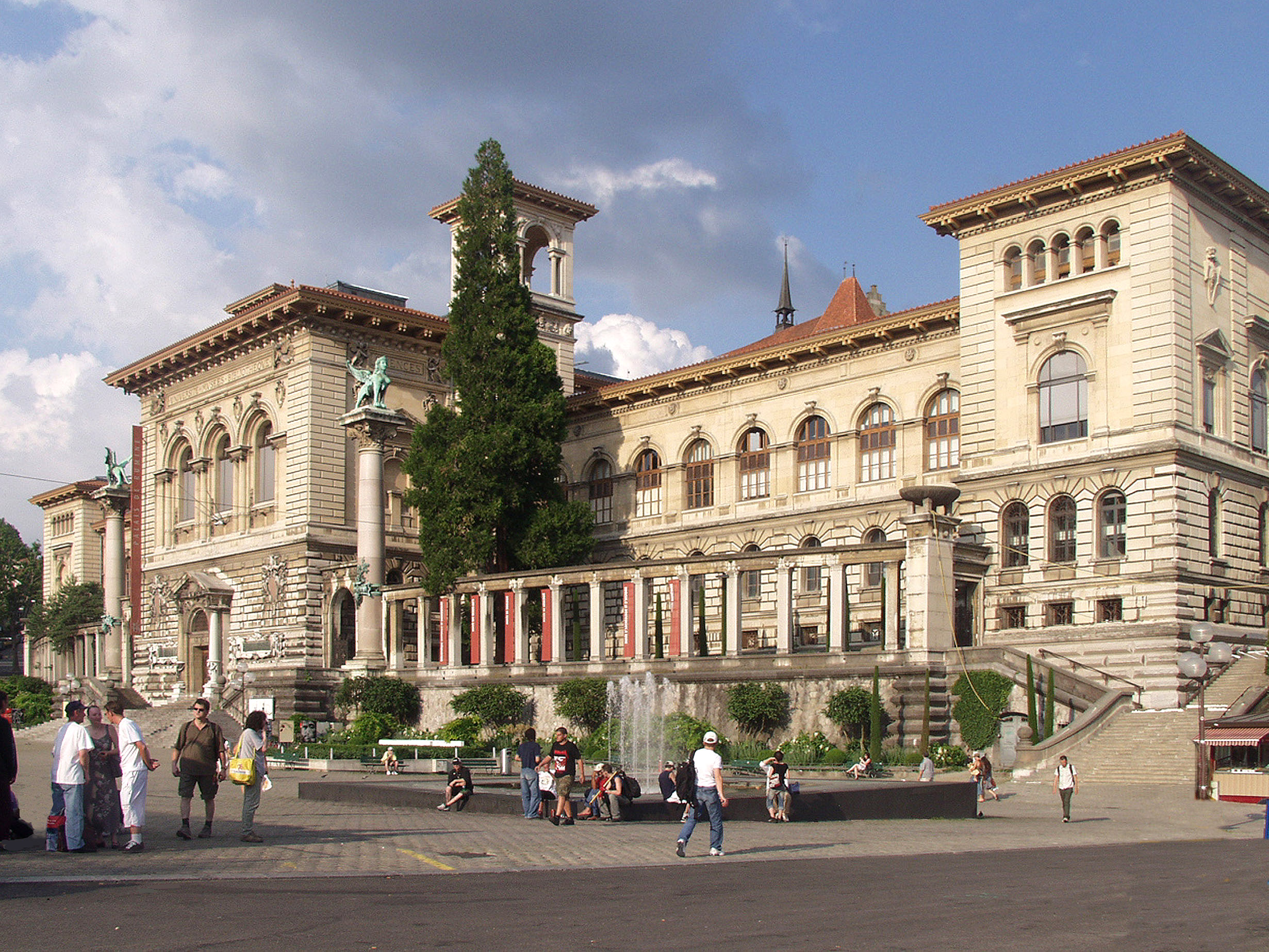
鲁米讷宫

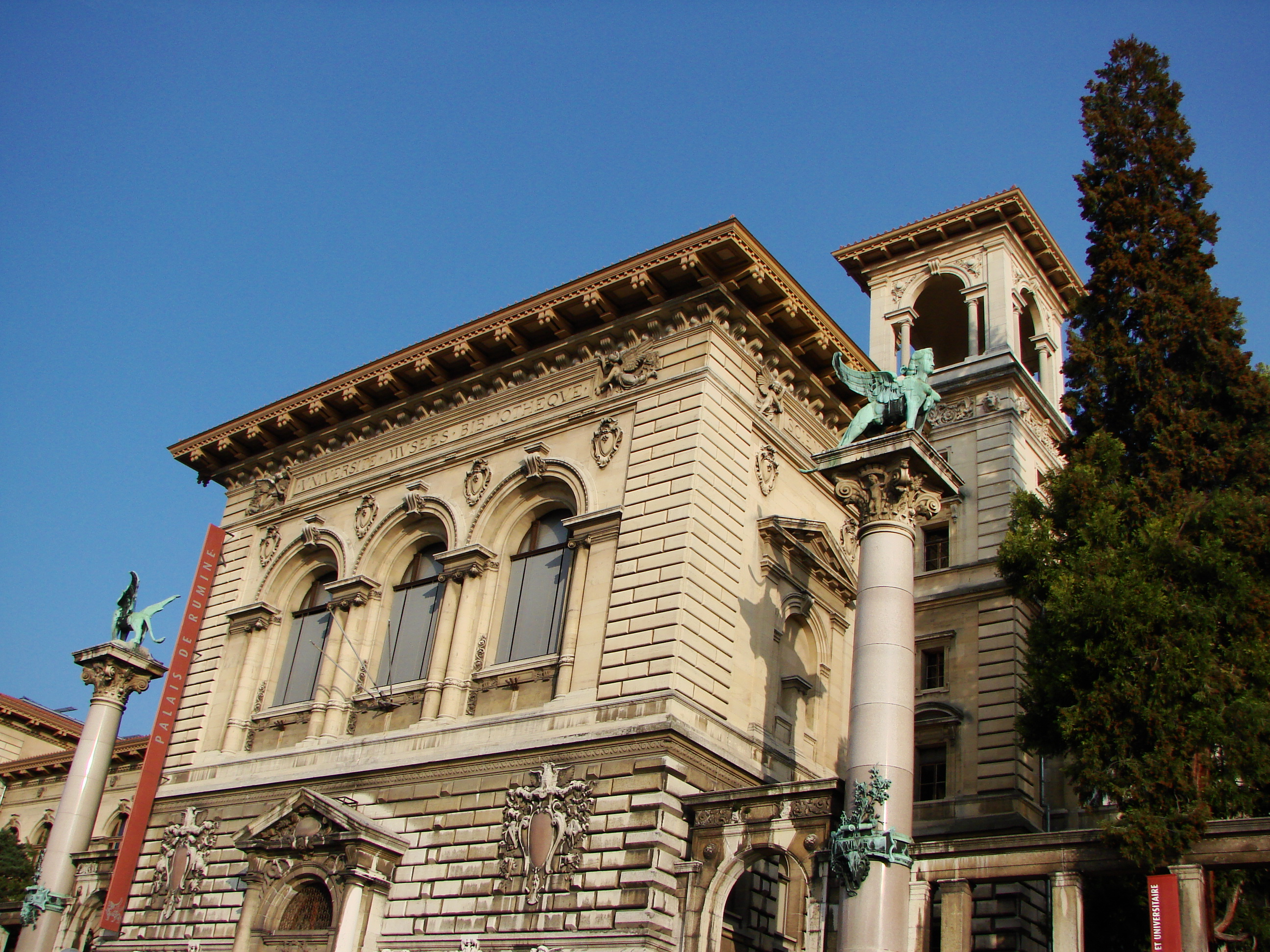
鲁米讷宫正门

鲁米讷宫（Palais de Rumine）是瑞士洛桑的一座19世纪建筑，佛罗伦萨文艺复兴风格。

## 历史

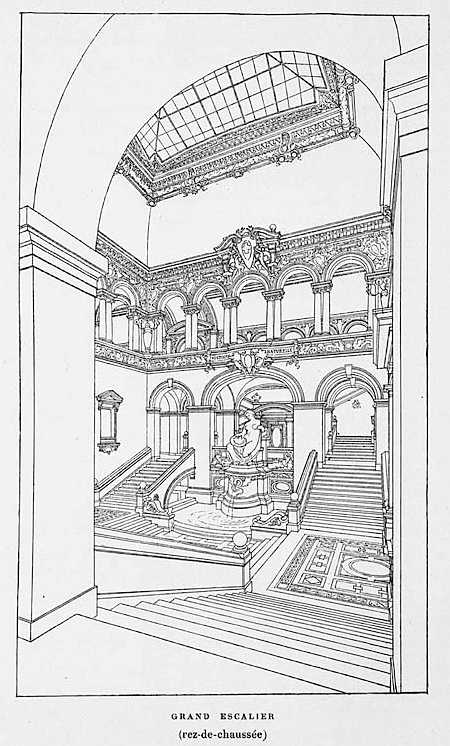
加斯帕德·安德烈设计的大楼梯

俄国贵族加布里埃尔·德·鲁米讷去世后，留给洛桑市150万瑞士法郎，用于兴建公共建筑。工程于1892年开工，设计者是里昂建筑师加斯帕德·安德烈。该建筑于1902年11月3日落成。洛桑大学图书馆设此，科学和艺术收藏品属于沃州。
1980年代，大学因缺乏空间迁址到莱芒湖畔现址。现在，鲁米讷宫是洛桑州立和大学图书馆的三个馆址之一。此外，它还包含以下博物馆：
- 州立美术博物馆
- 州立考古学和历史博物馆
- 州立钱币博物馆
- 州立地质博物馆
- 州立动物学博物馆

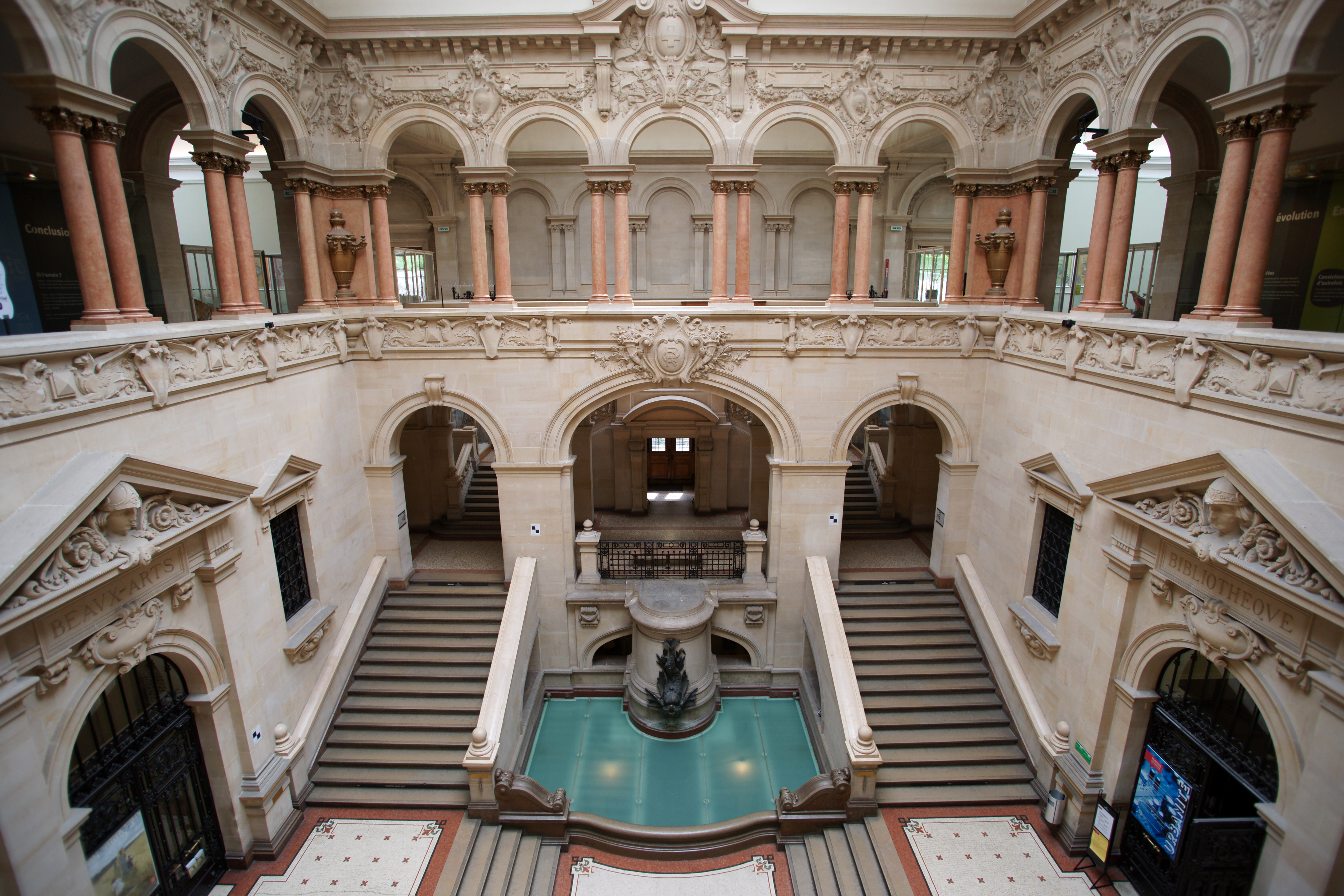
大厅
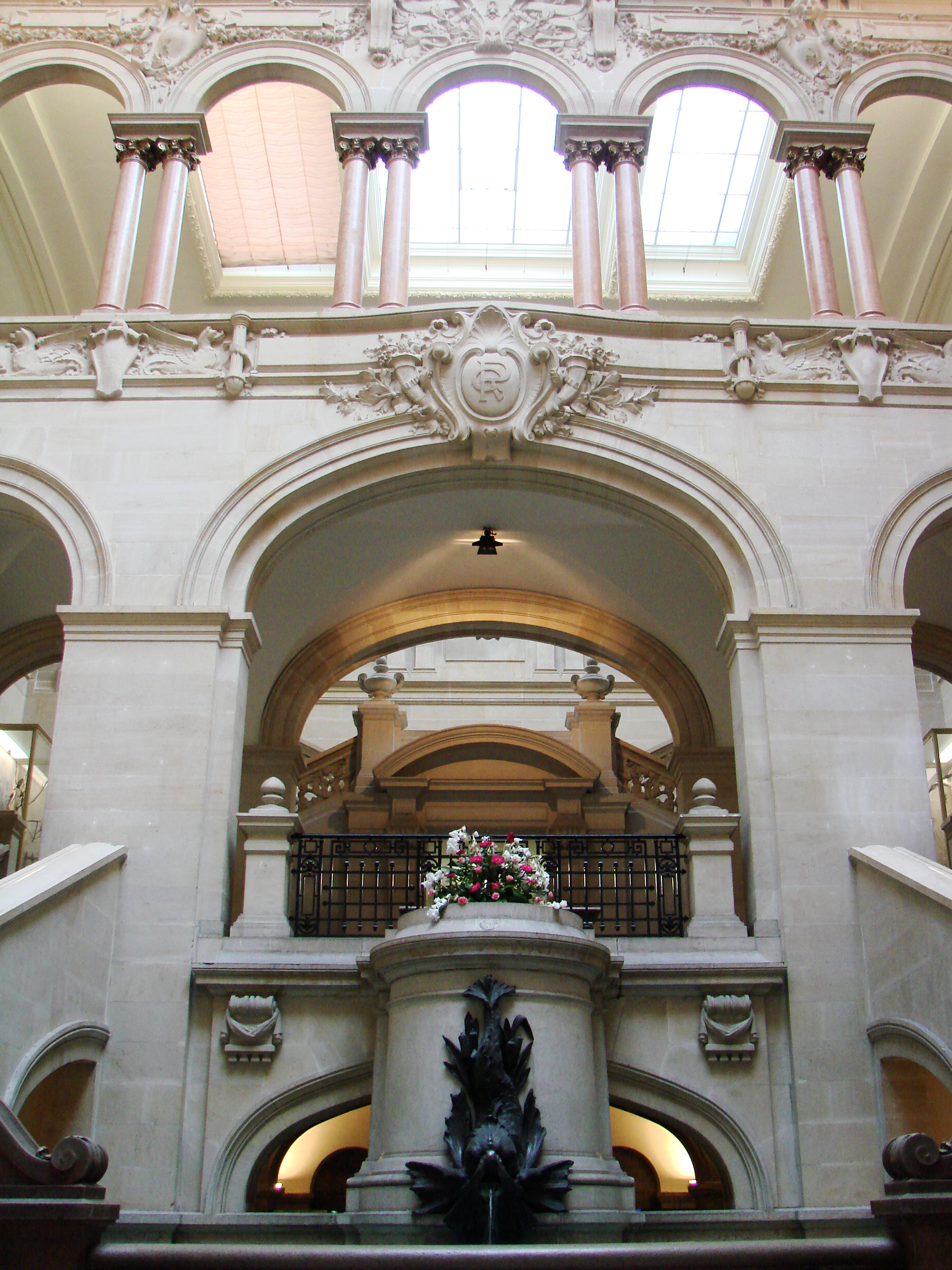
喷泉
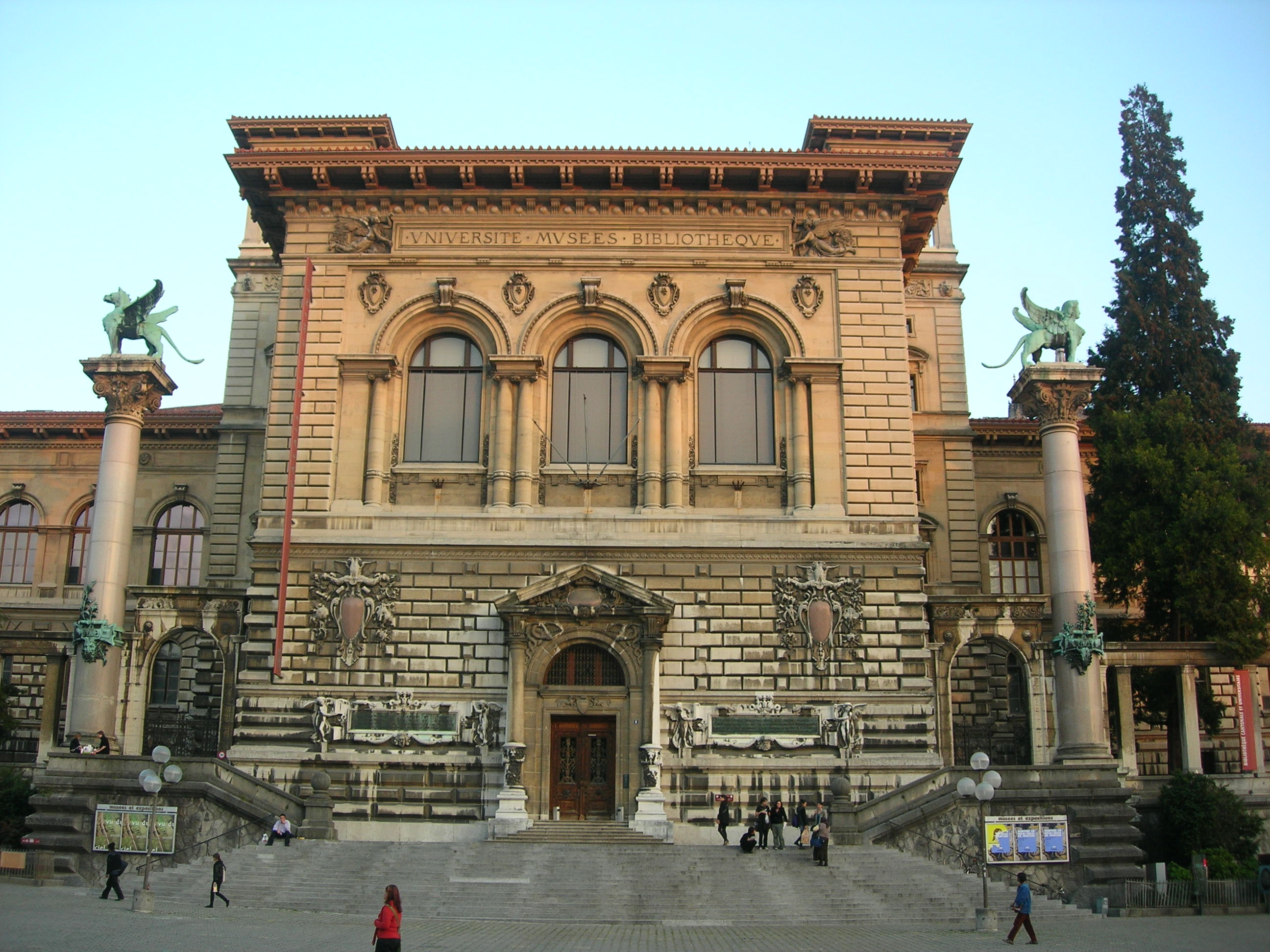
正门，在里彭广场
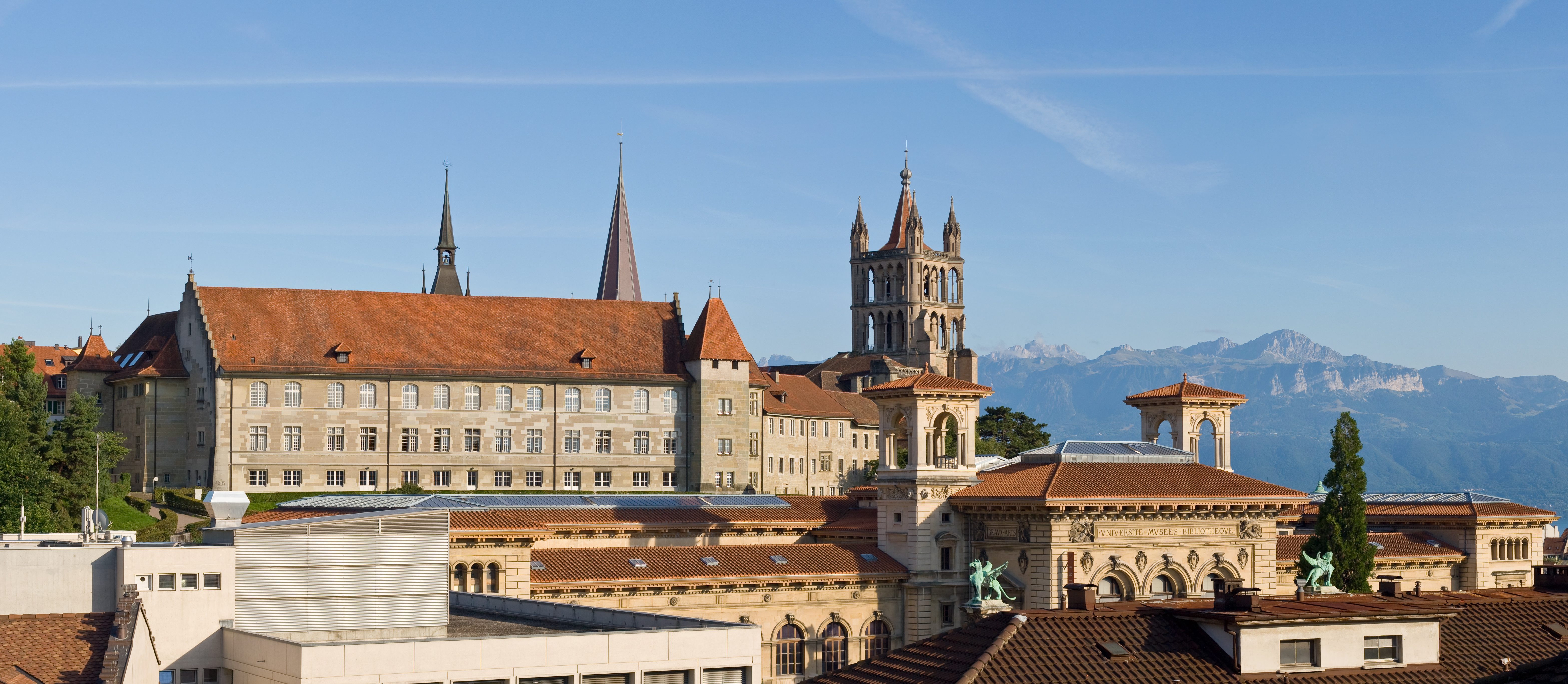
洛桑大教堂和鲁米讷宫
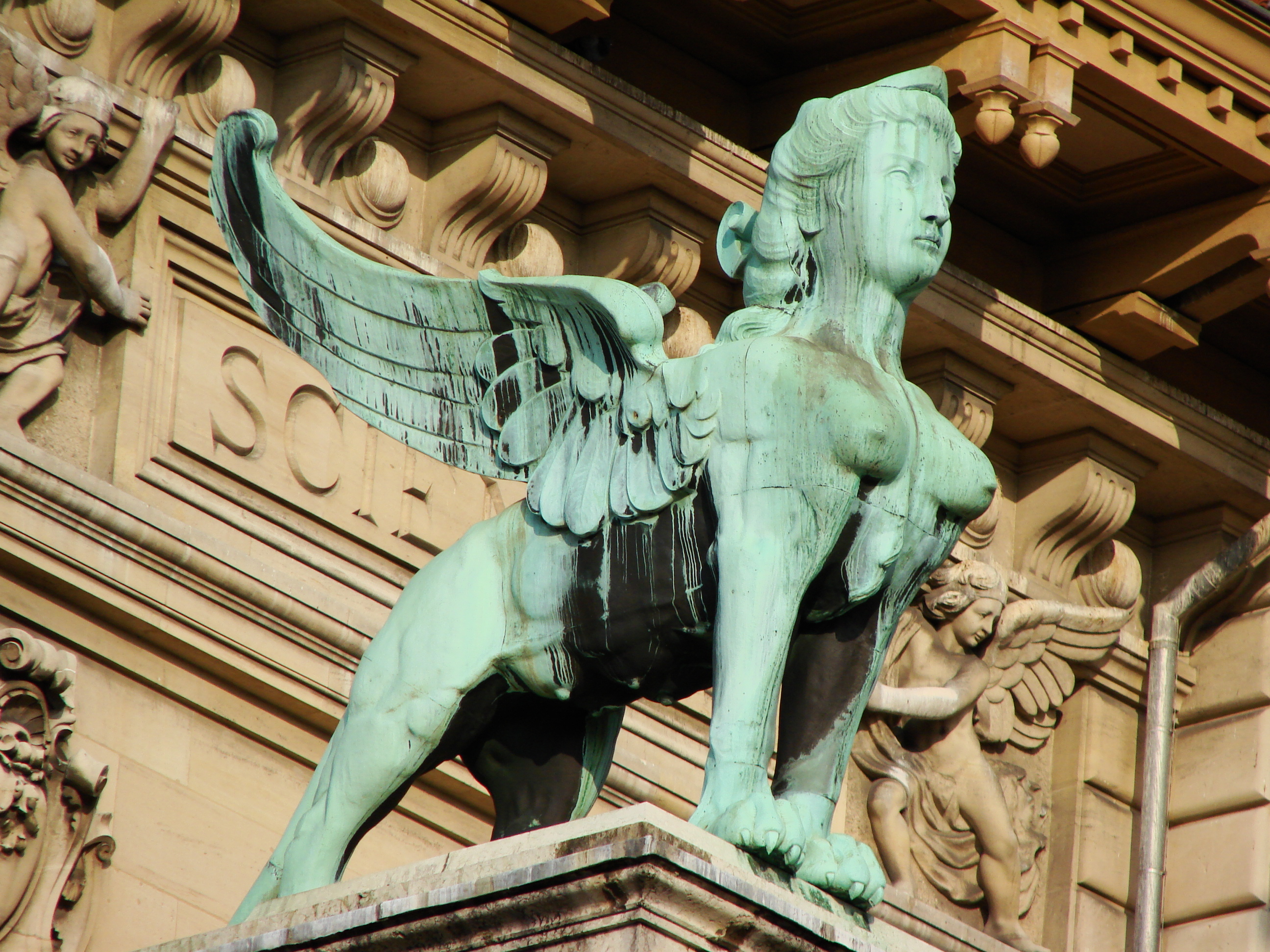
雕塑
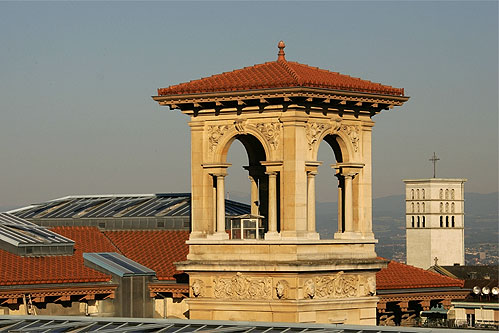
Turret